# ShareCAD
ShareCAD ou ShareCAD.org est un service gratuit en ligne pour visionner des fichiers DWG et d'autres fichiers de CAO ainsi que des modèles 3D dans un  navigateur Web,. Le service ne nécessite pas d’installation ou d’enregistrement et permet aux utilisateurs de visionner des formats de formats vectoriels, formats raster et formats 3D en ligne. ShareCAD fournit un plugin iFrame gratuit pour visionner des fichiers DWG sur un site Web.
Le service prend en charge des navigateurs Web sur les plates-formes suivantes : Windows, OS X, Linux, Android, iOS et Windows Phone. Le service est disponible en langues française, anglaise, allemande, italienne, espagnole, portugaise, néerlandais et russe.

## Fonctionnalités
ShareCAD permet aux utilisateurs de visionner des fichiers CAO dans un navigateur Web sans installation d’applications. Le service non seulement affiche des dessins, mais aussi fournit l’accès aux calques, au zoom, à l’orbite 3D etc. Pour une visualisation plus pratique, l’utilisateur peut modifier la couleur d’arrière-plan (blanc ou noir). En outre; il est possible d’imprimer un dessin. Le lien vers le fichier téléchargé reste valide pour 24 heures,.
La taille maximale de fichier est 50 Mb. ShareCAD propose un enregistrement facultatif gratuit permettant aux utilisateurs d’enregistrer leurs fichiers téléchargés sur le serveur.

## Formats pris en charge
- Formats de CAO : DWG (format AutoCAD), DXF, DWF, HPGL, PLT
- Formats vectoriels : PDF, SVG, CGM, EMF, WMF
- Formats 3D : STEP, STP, IGES, IGS, BREP, STL, SAT (ACIS)
- Formats raster: PNG, BMP, JPG, GIF, TIFF, TGA, CAL
- Archives : 7z, RAR, CAB, ZIP, BZIP, TAR

## Plugin iframe gratuit
ShareCAD propose aux utilisateurs un plugin iframe gratuit pour l’affichage de fichiers DWG sur un site Web. Le code et le lien vers le fichier sont ajoutés au site web sur lequel on souhaite afficher des fichiers DWG et d’autres formats de CAO, et les utilisateurs peuvent visionner leurs fichiers à l’aide du plugin.